# Diospyros puncticulosa
Diospyros puncticulosa är en tvåhjärtbladig växtart som beskrevs av Bakh. Diospyros puncticulosa ingår i släktet Diospyros och familjen Ebenaceae. Inga underarter finns listade i Catalogue of Life.